# All the Lost Souls
All the Lost Souls er det andet studiealbum fra den britiske singer-songwriter James Blunt. Det blev udgivet d. 17. september 2007 som en opfølger til hans succesfulde debutalbum, Back to Bedlam, fra 2004. Den første single fra albummet var "1973", som blev spillet i radioen første gang d. 23. juli 2007.
Flere af sangene fra albummet blev spillet live til koncerter under Blunts turne i 2006, inklusive "1973", "I Really Want You", "Annie" og "I Can't Hear the Music". Han turneband, der bestod af Paul Beard (keyboard og baggrundsvokal), Ben Castle (guitar og baggrundsvokal), Malcolm Moore (basguitar og baggrundsvokal) og Karl Brazil (trommer og percussion), spillede alle med på dette album. Tom Rothrock var atter engang producer, ligesom han var på Back to Bedlam. Blunt sange også sangen "Same Mistake" under sin optræden ved Live Earth-koncerten i London. Albummet modtog blandede anmeldelser, men toppede som #1 i over 20 forskellige lande.

## Spor
- Standard Edition

1. "1973" (James Blunt / Mark Batson) – 4:40
2. "One of the Brightest Stars" (James Blunt / Steve McEwan) – 3:11
3. "I'll Take Everything" (Blunt / Eg White) – 3:05
4. "Same Mistake" (Blunt) – 4:58
5. "Carry You Home" (Blunt / Max Martin) – 3:56
6. "Give Me Some Love" – 3:36
7. "I Really Want You" (Blunt) – 3:30
8. "Shine On" (Blunt) – 4:26
9. "Annie" (Blunt / Jimmy Hogarth) – 3:25
10. "I Can't Hear the Music" (Blunt) – 3:45

- Standard Digital Edition Bonus Tracks

11. "I Really Want You" (Acoustic) – 3:28
12. "1973" (Acoustic) – 4:42
13. "Annie" (Live from Ibiza) – 3:41
14. "Dear Katie" – 2:20
15. "So Happy" – 3:36
- Deluxe Edition Bonus Tracks[16]

11. "Love, Love, Love" (Blunt) – 3:58
12. "Cuz I Love You" (Live) – 3:25
13. "Young Folks" (Live) – 2:58
14. "Breakfast in America" (live Supertramp cover) – 4:03
- Deluxe Digital Edition Bonus Tracks

15. "It Is My Song" (Duet with Laura Pausini) – 3:28
16. "Je réalise" (Duet with Sinik) – 3:28
- UK Standard Edition Bonus DVD

1. "In the Studio with James Blunt"
2. "The Making of All the Lost Souls"
3. "1973" (Video) – 4:15
4. "Return to Kosovo" (Preview) – 2:18

- Australian Tour Edition Bonus DVD

1. "Give Me Some Love" (Live From The MAX Sessions, Sydney)
2. "I Really Want You" (Live From The MAX Sessions, Sydney)
3. "So Long, Jimmy" (Live From The MAX Sessions, Sydney)
4. "Carry You Home" (Live From The MAX Sessions, Sydney)
5. "Wisemen" (Live From The MAX Sessions, Sydney)
6. "Same Mistake" (Live From The MAX Sessions, Sydney)
7. "1973" (Live From The MAX Sessions, Sydney)

- American Target Edition Bonus DVD

1. "1973" (Video) – 4:15
2. "1973" (Making of the Video) – 4:55

- Deluxe Edition Bonus DVD

1. "Same Mistake" (Live at Abbey Road)
2. "I'll Take Everything" (Live at Abbey Road)
3. "1973" (Live at Abbey Road)
4. "You're Beautiful" (Live in Paris)
5. "Goodbye My Lover" (Live in Paris)
6. "Carry You Home" (Live from the Sydney Opera House)
7. "Wisemen" (Live in Ibiza)
8. "One of the Brightest Stars" (Live in Ibiza)
9. "1973" (Video)
10. "Same Mistake" (Video)
11. "Carry You Home" (Video)
12. "I Really Want You" (Video)
13. "Je Realise" (Video)
14. "1973" (The Making of the Video)
15. "Same Mistake" (The Making of the Video)
16. "Carry You Home" (The Making of the Video)
17. "I Really Want You" (The Making of the Video)
18. "Return to Kosovo" (Documentary)
19. "T5M Interview Special"

## Hitlister
| Chart (2007)                       | Peak position |
| ---------------------------------- | ------------- |
| Argentina Albums Chart             | 1             |
| Australien (ARIA)                  | 1             |
| Østrig (Ö3 Austria)                | 1             |
| Belgien (Ultratop Flanderen)       | 5             |
| Belgien (Ultratop Vallonien)       | 1             |
| Canadiske Albummer (Billboard)     | 1             |
| Cyprus Albums Chart                | 1             |
| Czech Republic Albums Chart        | 5             |
| Danmark (Album Top-40)             | 5             |
| Holland (Album Top 100)            | 2             |
| Estonian Albums Chart              | 1             |
| European Albums Chart              | 1             |
| Finland (Musiikkituottajat)        | 10            |
| Frankrig (SNEP)                    | 1             |
| Tyskland (Media Control)           | 1             |
| Greek International Albums Chart   | 1             |
| Hong Kong Albums Chart             | 1             |
| Hungarian Albums Chart             | 6             |
| Irish Albums Chart                 | 1             |
| Italien (FIMI)                     | 1             |
| Japanese Albums Chart              | 26            |
| Korean Albums Chart                | 4             |
| Mexican Albums Chart               | 19            |
| Mexican International Albums Chart | 4             |
| New Zealand (RIANZ)                | 1             |
| Norge (VG-lista)                   | 3             |
| Norge (VG-lista)                   | 3             |
| Portugal (AFP)                     | 9             |
| Spanien (PROMUSICAE)               | 13            |
| Sverige (Sverigetopplistan)        | 2             |
| Schweiz (Schweizer Hitparade)      | 1             |
| South African Albums (RISA)        | 1             |
| Taiwan G-music Albums Chart        | 16            |
| Storbritannien (OCC)               | 1             |
| US Billboard 200                   | 7             |